# Caligus nanhaiensis
Caligus nanhaiensis is een eenoogkreeftjessoort uit de familie van de Caligidae. De wetenschappelijke naam van de soort is voor het eerst geldig gepubliceerd in 1997 door Wu & Pan.